# Irena Więckowska
Irena Więckowska (Gdańsk, 17 de febrero de 1982) es una deportista polaca que compitió en esgrima, especialista en la modalidad de sable.
Ganó tres medallas en el Campeonato Europeo de Esgrima entre los años 2001 y 2008.
Participó en los Juegos Olímpicos de Pekín 2008, ocupando el sexto lugar en el torneo por equipos y el 16.º en la prueba individual.

## Palmarés internacional
| Campeonato Europeo | Campeonato Europeo  | Campeonato Europeo | Campeonato Europeo |
| Año                | Lugar               | Medalla            | Prueba             |
| ------------------ | ------------------- | ------------------ | ------------------ |
| 2001               | Coblenza (Alemania) | Medalla de bronce  | Sable por equipos  |
| 2006               | Esmirna (Turquía)   | Medalla de plata   | Sable por equipos  |
| 2008               | Kiev (Ucrania)      | Medalla de oro     | Sable por equipos  |